# Cerza
 (avril 2024).
 (février 2021).
Si vous disposez d'ouvrages ou d'articles de référence ou si vous connaissez des sites web de qualité traitant du thème abordé ici, merci de compléter l'article en donnant les références utiles à sa vérifiabilité et en les liant à la section « Notes et références ».
 (juin 2024).
- Si vous ne connaissez pas le sujet, laissez ce bandeau (vous pouvez alors contacter les auteurs).
- Si vous supprimez le contenu mis en cause (vous pouvez préalablement contacter les auteurs),

argumentez précisément cette suppression dans la page de discussion
(un manque de référence n'est pas un argument ; une recherche réelle de référence doit avoir été effectuée, être formellement documentée).
Le Cerza (Centre d'étude et de reproduction zoologique augeron), aussi appelé parc zoologique Cerza ou parc zoologique de Lisieux est un parc zoologique français situé en Normandie, dans le Calvados, sur la commune d'Hermival-les-Vaux près de Lisieux. Créé en 1986, il est la propriété de Thierry Jardin, un de ses fondateurs, qui est également directeur du parc.
Il accueille diverses espèces animales sur 80 hectares[source secondaire souhaitée].
Entre 2004 et 2016, le parc a accueilli une moyenne annuelle de 293 494 visiteurs[réf. nécessaire].

## Histoire
Certaines naissances rares y ont lieu comme ce fut le cas en janvier 2013, où pour la première fois en France, un rhinocéros indien a vu le jour. Depuis, d'autres naissances (dont trois lions en 2013 et 2015, deux pandas roux en 2013 et 2014) et un rhinocéros blanc en 2018 ont permis au Cerza d'assurer son rôle de sauvegarde et de reproduction des espèces.
En 2018, le parc accueille deux ourses polaires dans l'un des enclos les plus grands d'Europe.
En 2019, le parc s’agrandit de huit hectares avec la mise en place d'une seconde plaine africaine accessible via le Safari Train.

## Faune
Ouvert de février à novembre, le parc s’étend sur 80 hectares[source secondaire souhaitée] et présente plus de 1500 animaux sauvages de 120 espèces différentes reflétant les 5 continents[réf. nécessaire].
Il dispose de deux circuits pédestres de visite, le parcours rouge et le parcours jaune, ainsi que d'un Safari Train et un cinéma 3D. Le Cerza a pour but la préservation de la faune sauvage et présente aux visiteurs des animaux souvent menacés d’extinction.

## Conservation
Le parc adhère à l'Association européenne des zoos et aquariums (EAZA)[source secondaire souhaitée] depuis 1996, à l'Association mondiale des zoos et aquariums (WAZA) depuis 2003 et à l'Association française des parcs zoologiques (AFdPZ)[source secondaire souhaitée].
Il participe également à une quarantaine de programmes d'élevage (approximativement 25 EEP et 15 ESB)[réf. nécessaire].
La conservation a toujours été importante pour le Cerza, c'est pourquoi en plus de tous ces programmes il s'implique financièrement dans de nombreux programmes de terrain. Pour accroître cette participation, en 2000, Cerza Conservation est créée. Il s'agit d'une association loi de 1901 qui a pour but de mener, promouvoir et soutenir des actions dans la nature afin de protéger des animaux en voie de disparition. Cette association se pérennise grâce aux cotisations de ses membres, aux dons des visiteurs et aux donations régulières du Cerza.

## Fréquentation
Cerza connait une fréquentation assez stable depuis 2004, avec 293 494 visiteurs par an en moyenne[réf. nécessaire].
| Année               | 2005    | 2006    | 2007    | 2008    | 2009    | 2010    | 2011    | 2012    | 2013    | 2014    | 2015    | 2016    | 2022    |
| ------------------- | ------- | ------- | ------- | ------- | ------- | ------- | ------- | ------- | ------- | ------- | ------- | ------- | ------- |
| Nombre de visiteurs | 273 250 | 223 940 | 258 464 | 248 524 | 295 269 | 312 404 | 295 613 | 288 215 | 254 378 | 282 921 | 278 643 | 259 904 | 320 000 |